# Сер (округ)
Округ Сер је округ у периферији Средишња Македонија и историјској покрајини Македонији, у северној Грчкој. Управно средиште округа је град Сер, а значајни градови су и Валовишта и Нигрита.
Округ Сер је успостављен 2011. године на месту некадашње префектуре, која је имала исти назив, обухват и границе.

## Природне одлике
Округ Сер налази се на северу Грчке и својом северном границом је погранични и то према две државе (Северна Македонија, Бугарска). На крајњем југу округ излази пар километара на Орфански залив Егејског мора. На западу се округ Сер граничи са округом Кукуш, на југозападу са округом Солун, на југоистоку са округом Кавала и на истоку са округом Драма.
Подручје Серског округа обухвата равницу око доњег дела долине реке Струме, а по ободу се налази низ планина: Беласица на северозападу, Сминица на истоку, Кушница на југоистоку, Орсова планина на југозападу и Богданска планина на западу. у северном делу округа налази се и језеро Бутковско. Долински део Струме (41% површине округа) је погодна за земљорадњу, па је овај округ једна од „житница“ Грчке.
Клима је измењено средоземна, јер се утицаји са Средоземља мешају са утицајима из унутрашњости Балкана (топлија лета и хладније зиме). У планинским крајевима клима је знатно оштрија.

## Историја
Током 20. века у подручју Сера десиле су се знатне промене. 1912. г. Првим балканским ратом дотад османски град постаје део савремене Грчке, али је већ следеће године (1913. г.) град је био под кратком бугарском окупацијом, а потом поново враћен Грчкој. Ово је довело до великих промена у саставу становништва и оно је после ових дешавања постало хомогено, искључиво грчко.

## Становништво
По попису из 2021. године округ Сер је имао преко 151.000 становника, од чега око 35% живи у седишту округа, граду Серу.
Етнички састав: Главно становништво округа су Грци, од којих већина воде порекло од избеглица из Мале Азије. Словенско становништво данас је изложено процесу хеленизације. Последњих година овде се населио и омањи број насељеника из целог света.
Густина насељености је око 50 ст./км², што је знатно мање од просека Грчке (око 80 ст./км²). Равничарски део око града Сера је много боље насељен него планински обод.

## Управна подела и насеља
Округ Сер се дели на 7 општина:
1. Амфипољ
2. Висалтија
3. Емануил Папас
4. Доња Џумаја
5. Зиљахово
6. Сер
7. Синтика

Сер је највеће насеље и седиште округа, а од значајнијих градова (> 10.000 ст.) у округу потребно је споменути и Валовишта и Нигриту.

## Привреда
У Серском округу доминира пољопривредна производња воћа (брескве, јагоде) и поврћа, услед чега се од индустрије најбоље развија њена прехрамбена грана.